# غلوستر رود (محطة مترو أنفاق لندن)
غلوستر رود (بالإنجليزية: Gloucester Road)‏ هي إحدى محطات مترو أنفاق لندن. تقع على خط ديستريكت وبيكاديلي وسيركيل افتتحت في المنطقة (Zone) رقم 1 افتتحت في 1 أكتوبر 1868.